# Battaglia dei sessi (tennis)
Nel tennis il termine battaglia dei sessi (in inglese Battle of the sexes) è riferito a tre famosi incontri giocati tra un uomo e una donna. In particolare il secondo ebbe grande risalto mediatico per via della vittoria della giocatrice.

## Bobby Riggs - Margaret Court (13 maggio 1973)
Il campione degli anni trenta e quaranta Bobby Riggs nel 1973 affermò pubblicamente che nonostante la sua età (55 anni all'epoca) egli sarebbe stato in grado di battere anche le migliori giocatrici donne. Inizialmente sfidò Billie Jean King ma questa rifiutò l'incontro, subentrò quindi Margaret Court (all'epoca trentenne e numero 1 della classifica femminile). Il match apparve fin dall'inizio dall'esito incerto, tuttavia la maggior parte degli appassionati riteneva favorita la Court a causa dell'età di Riggs e del suo essere fuori forma da molti anni ormai.
La partita si disputò a Ramona; Riggs si era preparato a dovere fisicamente ma soprattutto tatticamente, infatti utilizzando dei lob e dei drop shot riuscì a mandare subito in crisi la Court, infliggendole una dura sconfitta. Dopo questo incontro Riggs apparve sulla copertina di Sports Illustrated e del Time.
|                | 1 | 2 | 3 |
| -------------- | - | - | - |
| Bobby Riggs    | 6 | 6 |   |
| Margaret Court | 2 | 1 |   |

## Bobby Riggs - Billie Jean King (20 settembre 1973)
Delle tre partite questa è quella che viene maggiormente ricordata, al punto che molti la indicano come La battaglia dei sessi, ignorando le altre. Questa partita fu giocata al meglio dei 5 set.
Dopo aver rifiutato il precedente incontro, Billie Jean King, all'epoca ventinovenne e numero 2 della classifica femminile, fu convinta a giocare da una ottima offerta economica. A differenza della Court, King si preparò a dovere all'incontro e giocando frequenti smorzate costrinse Riggs a giocare un serve & volley per lui innaturale e soprattutto troppo dispendioso dal punto di vista energetico. Questa strategia portò King alla vittoria di fronte a 30.000 spettatori ed ebbe grande risalto mediatico. La partita fu vista in televisione da oltre 90 milioni di persone.
|                  | 1 | 2 | 3 | 4 | 5 |
| ---------------- | - | - | - | - | - |
| Bobby Riggs      | 4 | 3 | 3 |   |   |
| Billie Jean King | 6 | 6 | 6 |   |   |

## Jimmy Connors - Martina Navrátilová (25 settembre 1992)
A distanza di quasi venti anni dai due incontri fu organizzata una terza battaglia dei sessi al Caesars Palace di Las Vegas.
Inizialmente gli organizzatori invitarono Martina Navrátilová, John McEnroe e Ilie Năstase, ma la tennista americana rifiutò. Poi si pensò a un match tra Jimmy Connors (quarantenne) e Monica Seles (ventenne e numero 1 del mondo). Infine la Navratilova accettò di giocare contro Connors; il campione statunitense definì la sfida come una "guerra" e la prese molto sul serio, cercando di vendicare la sconfitta del genere maschile di venti anni prima.
Data la minore differenza di età tra i due (40 lui e 35 lei) stavolta le regole furono modificate per favorire la Navratilova. Infatti Connors aveva a disposizione un solo servizio invece di due e alla Navratilova fu permesso di mandare la palla anche in una porzione dei corridoi riservati al doppio.
La partita fu tesa solo nel primo set, vinto da Connors per 7-5; la seconda frazione di gioco fu dominata dal tennista statunitense che grazie alla sua potenza e precisione da fondo campo si impose per 6-2.
|                     | 1 | 2 | 3 |
| ------------------- | - | - | - |
| Jimmy Connors       | 7 | 6 |   |
| Martina Navrátilová | 5 | 2 |   |

## Altri incontri
- Nel 1888 il vincitore del singolare maschile di Wimbledon Ernest Renshaw giocò una partita contro la vincitrice del singolare femminile Lottie Dod, in questa partita la Dod iniziava ogni game sul punteggio di 30–0 in suo favore. La partita fu giocata a Exmouth e si concluse con la vittoria di Renshaw per 2–6, 7–5, 7–5.[8]
- Il 27 maggio 1921 Bill Tilden e Suzanne Lenglen giocarono un match a Saint Cloud, Francia. Fu disputato un solo set, vinto da Tilden per 6–0.[9]
- Il 28 gennaio 1933 Phil Neer, precedentemente campione NCAA e professionista di medio livello, giocò una partita di due set contro Helen Wills a San Francisco. Nonostante Neer avesse solo 32 anni, la Wills vinse l'incontro 6–3, 6–4.[10][11]
- Il 31 luglio 1936 la campionessa di Wimbledon 1934 Dorothy Round giocò una partita contro H.W. "Bunny" Austin (finalista di Wimbledon nel 1932) a Jesmond Towers, Newcastle.[12] Il match fu giocato con handicap (la Round aveva un vantaggio iniziale in ogni game) e fu molto combattuto. La giocatrice vinse il primo set 7-5, ma Austin vinse il secondo 8-6.[13]
- Il 26 ottobre 1975 venne organizzata dalla CBS una trasmissione televisiva chiamata Challenge of the Sexes a Mission Viejo, California. L'evento prevedeva sfide di genere misto in vari sport. La sfida tennistica fu su due partite, nella prima si affrontarono i campioni di Wimbledon Virginia Wade e Björn Borg, nella seconda le "leggende" Ilie Năstase e Evonne Goolagong. Ogni sfida consisteva in un solo set, con regole modificate per favorire le donne (un solo servizio per gli uomini e possibilità di mandare la palla anche nei corridoi del doppio per le donne). Borg vinse contro Wade per 6-3, mentre Nastase perse 7-5 contro Goolagong.[14]
- Nel 1985, all'età di 67 anni, Riggs cercò di lavare l'onta subita organizzando una sfida di doppio assieme al connazionale Vitas Gerulaitis (ancora attivo ma a fine carriera) contro la miglior coppia femminile in circolazione, ovvero Martina Navrátilová e Pam Shriver. La coppia femminile s'impose senza troppi problemi 6–3, 6–2, 6–4. Inizialmente Riggs fu ammirato per il suo coraggio di voler scendere in campo nonostante l'età avanzata, ma dopo l'incontro fu criticato poiché giocò talmente male da risultare un peso per il suo compagno.[senza fonte]
- Durante l'Australian Open 1998 il tennista Karsten Braasch, numero 203 del mondo, sfidò le sorelle Williams, all'epoca giovani promesse (17 e 16 anni) del tennis femminile. La sfida trae origine dal fatto che le sorelle dichiararono di poter essere in grado di sconfiggere qualsiasi tennista maschile classificato oltre la 200ª posizione del ranking mondiale. La partita fu giocata sul campo numero 12 del Melbourne Park, Braasch si presentò sul terreno di gioco dopo aver giocato una partita a golf e aver bevuto due birre. Giocò il primo set contro Venus Williams vincendo per 6-2, poi sconfisse 6-1 Serena Williams nel secondo set vincendo l'incontro, fumando anche una sigaretta nell'intervallo fra un set e l'altro. Dopo l'incontro schernì le sorelle Williams in conferenza stampa, affermando che aveva giocato gran parte della partita al di sotto delle proprie reali possibilità per rendere il match più interessante, e che le sorelle avrebbero avuto qualche possibilità solo con un tennista classificato intorno alla 600ª posizione.[15]
- Nel dicembre 2003 Justine Henin, numero 1 del mondo, sfidò il tennista francese degli anni ottanta e novanta Yannick Noah in una partita amichevole a Bruxelles (Belgio). Noah diede spettacolo, presentandosi sul campo in gonna e mostrando un reggiseno sotto la maglietta. Per tutta la partita intrattenne il pubblico colpendo la pallina con colpi spettacolari e scimmiottando movenze femminili. Nonostante l'atteggiamento guascone e canzonatorio Noah si impose con il punteggio di 4–6, 6–4, 7–6.[16]
- Nell'ottobre 2013, Novak Đoković e Li Na giocarono un incontro di esibizione a Pechino. Questa partita consisteva in un solo mini-set in cui vinceva il primo che arrivava a 3 punti, e Li Na iniziava ogni game con un vantaggio di 30-0. Djokovic giocò in maniera molto umoristica, permettendo anche ad un raccattapalle di disputare un punto al suo posto. La giocatrice cinese vinse 3–2.[17]

## Nella cultura di massa
- Il film La battaglia dei sessi del 2017, diretto da Jonathan Dayton e Valerie Faris, è ispirato all'evento avvenuto tra Bobby Riggs e Billie Jean King[18].